# 蓝佛安
蓝佛安（1962年6月—），男，汉族，广东惠东客家人，中华人民共和国政治人物。大学学历，管理学硕士学位。1985年4月加入中国共产党，1985年8月参加工作。长期在广东省财政和审计系统工作，历任广东省财政厅副厅长、广东省审计厅厅长、广东省副省长等职务。2017年后，历任海南省纪委书记、山西省省长、山西省委书记等重要职务。2022年，在中共二十大上当选中央委员。2023年，任中华人民共和国财政部部长。

## 经历
1981年9月，进入湖北财经学院财政金融系财政专业学习。

### 财政部（1985年至1988年）
1985年从湖北财经学院（同年9月更名为中南财经大学）财政专业毕业后分配到财政部，任预算司中央处科员。

### 广东省（1988年至2017年）
1988年11月，调入广东省财政厅，历任预算处科员、副主任科员、主任科员。
1993年3月，任广东省财政厅预算处副处长。
1995年3月，任广东省财政厅办公室主任。
1999年2月，任东莞市人民政府副市长。
2001年9月，任广东省财政厅副厅长。
2006年9月，攻读华南理工大学政治与公共管理学院行政管理专业研究生课程。
2007年4月，任广东省审计厅党组书记。
2007年9月至2008年1月，参加中央党校地厅级干部进修班学习。
2008年2月，任广东省审计厅厅长。在任期间力主推动开展审计模拟实验室，使广东成为全国最早开展审计模拟实验室的省份，并推动“三班一室”的审计人才训练，即主审方法培训班、计算机审计强化班、青年业务骨干赴国外中长期培训班和审计模拟实验室，最终在2014年启动实施了数字化审计。
2009年6月，获得管理学硕士学位。
2015年3月，任中共韶关市委书记。
2016年1月，任广东省人民政府副省长。

### 海南省（2017年至2021年）
2017年3月，调任中共海南省委常委、省纪委书记。分析认为，海南省更换上层人事，意在为2018年的海南省机构改革及建立自由贸易试验区提前布局准备。
到任后，蓝佛安任监察体制改革研究小组，完成了设立监察委期间的转隶改革工作，并任新成立的海南省监察委员会主任。
2018年2月24日，当选为第十三届全国人大代表。

### 山西省（2021年至2023年）
2021年4月7日，任中共山西省委副书记。同年6月4日，任山西省人民政府党组书记、代理省长、省长。
2022年10月22日，在中共二十大上当选为中共中央委员。
2022年12月29日，任中共山西省委书记。
2023年1月16日，任山西省人民代表大会常务委员会主任。

### 财政部（2023年至今）
2023年9月28日，任财政部党组书记。同年10月24日，被任命为财政部部长。蓝佛安上任后，明确财政扩张政策，表示“将发行特别国债支持国有大型商业银行补充资本”，并称“中央财政还有较大的举债空间和赤字提升空间”，加大化解地方债务问题的中央财政支持力度。
2024年10月，蓝佛安再次强调将发行更多债券来提振房地产市场、向银行注资并帮助地方政府化债，但未能给出具体数字。
2025年3月，蓝佛安继续表示“要实施更加积极的财政政策”，并宣布当年共安排超长期特别国债3000亿元支持消费品以旧换新，比上年增加1500亿元。